# Alexandra
Alexandra er et pigenavn, der er afledt af drengenavnet Alexander med betydningen "forsvarer". Varianter af navnet omfatter Alexandrine, Alexandrina, Alessandra og Aleksandra. Omkring 1.350 danskere bærer et af disse navne ifølge Danmarks Statistik.
Dansk navnedag for Alexandrine: 24. december (Christian 10.s gemalinde, Dronning Alexandrines, fødselsdag).

## Kendte personer med navnet
- Dronning Alexandra, gift med Edvard 7. af Det Forenede Kongerige.
- Dronning Alexandrine, gift med Christian 10. af Danmark.
- Grevinde Alexandra, tidligere gift med prins Joachim.
- Prinsesse Alexandra af Berleburg, prinsesse Benediktes datter.
- Alexandra do Nascimento, brasiliansk håndboldspiller
- Aleksandra Wozniak, canadisk tennisspiller.
- Alexandra Botez, amerikansk-canadisk skakspiller.